# I Was a Teenage Serial Killer
I Was a Teenage Serial Killer (fui una asesina serial adolescente, en español) es una cortometraje de bajo presupuesto escrito y dirigido por la cineasta independiente Sarah Jacobson. Es en blanco y negro y cuenta la historia de una chica de 19 años que está harta de los hombres sexistas y los mata. Es un trabajo de Sarah Jacobson y fue sacada por su propia compañía, Station Wagon Productions. Hizo la película bajo la guía de su profesora, George Kuchar. La película utiliza una canción de riot grrrl de la banda Heavens to Betsy.
Ed Halter, escribiendo en la Village Voice, la consideró "una película clave de la década del cine punk."

## Trama
El cortometraje empieza con escenas de una mujer, Mary (Kristin Calabrese), acariciando un cadáver empapado de sangre (Phil Calabrese) en un basurero mientras un anunciante de radio (Chris Stoehr) habla sobre un hombre víctima de asesinato. La voz revela que Mary disparo al hombre después de que se masturbase sobre ella.
Mary conduce para encontrarse con su hermano (Bob Hendershot) quien empieza a beber y a darle lecciones sobre sus hábitos amorosos, sugiriendo que encuentre a un hombre con el que tener hijos. De repente, empieza a toser mucho, y muere. Luego se revela que Mary le echó raticida en su bebida. Tras irse, Mary conoce a un hombre (Zach Kadish), quien rápidamente la lleva a su casa para tener sexo. El intenta quitarse el condón a mitad del coito, causando que ella se enfade y se llene de rabia y lo estrangule.
En un callejón, Mary ve a un hombre (Alan Pierson) con su pareja (Kathie Smith) grafiteando un corazón en una pared. Después de que el hombre grite a Mary, ella le empuja a la carretera y lo atropellan. Tras irse caminando de la escena, Mary escucha a un hombre gritando. Tras los gritos, Mary encuentra a otro asesino serial, Henry (Gorey), asesinando a un hombre (Steven Nereo), y le ayuda. Henry le explica que el solo mata a hombres heteros como una manera de derrocar el sistema patriarcal. Empiezan a matar juntos. Más adelante, después de que Henry traiga a una mujer a su casa (Dianne McGeachy) para matarle, Mary lo mata y libera a la chica.
Mary conoce a un vagabundo (Scott Garver). Le confiesa que ella ha matado a 19 hombres, y se abre sobre como su padre abusaba sexualmente de ella en su niñez. Cuando el hombre insinúa que fue su culpa debido a su atractivo físico, ella sujeta su botella rota en su garganta y se queja de como los hombres de su vida nunca han tomado su historia de abuso en serio. En el final, decide no matarlo, decidiendo que conseguirá más poder compartiendo su historia, independientemente de lo ignorante que sean los hombres que intenten invalidarla o callarla. 

## Reparto
- Kristin Calabrese como Mary, la asesina serial adolescente.
- Phil Calabrese como primera víctima / chico atado a la nevera.
- Steven Nereo como voz de la primera víctima / chico víctima de Henry.
- Chris Stoeher como anunciante de radio.
- Bob Hendershot como hermano de Mary.
- James Brown como voz del hermano.
- Zach Kadish como pareja sexual.
- Sarah Rothstein como la chica pequeña de la tiza.
- Kathie Smith como la chica enamorada.
- Alan Pierson como chico del grafiti.
- Ed como el chico de la calle.
- Gorey como Henry el novio asesino serial.
- Dianne McGeachy como la chica víctima de Henry.
- Scott Garvey como chico del culo.
- Jeff Stein como el camello imbécil.

## Otros lanzamientos relacionados
Existen un Blu-ray y DVD compilación de la película de 1996 de Sarah Jacobson Mary Jane´s Not A Virgin Anymore y otros cortos y videos publicados por la American Genre Film Archive en el 17 de septiembre de 2019.